# Chucky (série télévisée)
Pour les articles homonymes, voir Chucky.
Le Retour de Chucky
Chucky est une série télévisée américaine en 24 épisodes d'environ 45 minutes créée par Don Mancini et diffusée entre le 12 octobre 2021 et le  1er mai 2024 simultanément sur Syfy et USA Network et en simultané au Canada sur Showcase.
Issue de la franchise du même titre, elle fait suite à la série de films et se déroule 4 ans après les événements du septième volet, Le Retour de Chucky, sorti en 2017.
En France, les deux premières saisons ont été diffusées entre le 1er avril et le 4 février 2023 sur le service Salto. La série est également diffusée sur la plateforme Paramount+ et Netflix. Au Québec, elle est diffusée depuis le 24 octobre 2022 sur Z et sur Showcase. Néanmoins, elle reste inédite dans les autres pays francophones.

## Synopsis
À Hackensack, une paisible banlieue américaine, Jake Wheeler, un ado solitaire de 14 ans, fait la découverte d'une poupée Chucky vintage lors d'un vide-greniers. Mais cet achat se révèle être une mauvaise surprise lorsque de nombreux meurtres se produisent dans cette petite ville où règnent mensonges et hypocrisie.
En effet, la poupée est possédée par Charles Lee Ray, un tueur en série dont l'esprit a été transféré dans la poupée il y a de cela plusieurs années. Parallèlement, d'anciens ennemis et alliés de Chucky vont également refaire surface.

## Distribution

### Acteurs principaux
- Zackary Arthur (VF : Tom Trouffier) : Jake Wheeler
- Björgvin Arnarson (VF : Julien Crampon) : Devon Evans
- Alyvia Alyn Lind (VF : Emmylou Homs) : Lexy Cross
- Teo Briones (en) (VF : Arthur Raynal) : Junior Wheeler (saison 1)
- Brad Dourif (VF : William Coryn) : 
  - Chucky / Charles Lee Ray (voix)
  - le fantôme de Charles Lee Ray (saison 3)
- Devon Sawa (VF : Stéphane Roux) : 
  - Logan Wheeler / Lucas Wheeler (récurrent, saison 1)
  - le Père Bryce (récurrent, saison 2)
  - le Président James Collins (principal, saison 3)
  - Randall Jenkins (principal, saison 3)

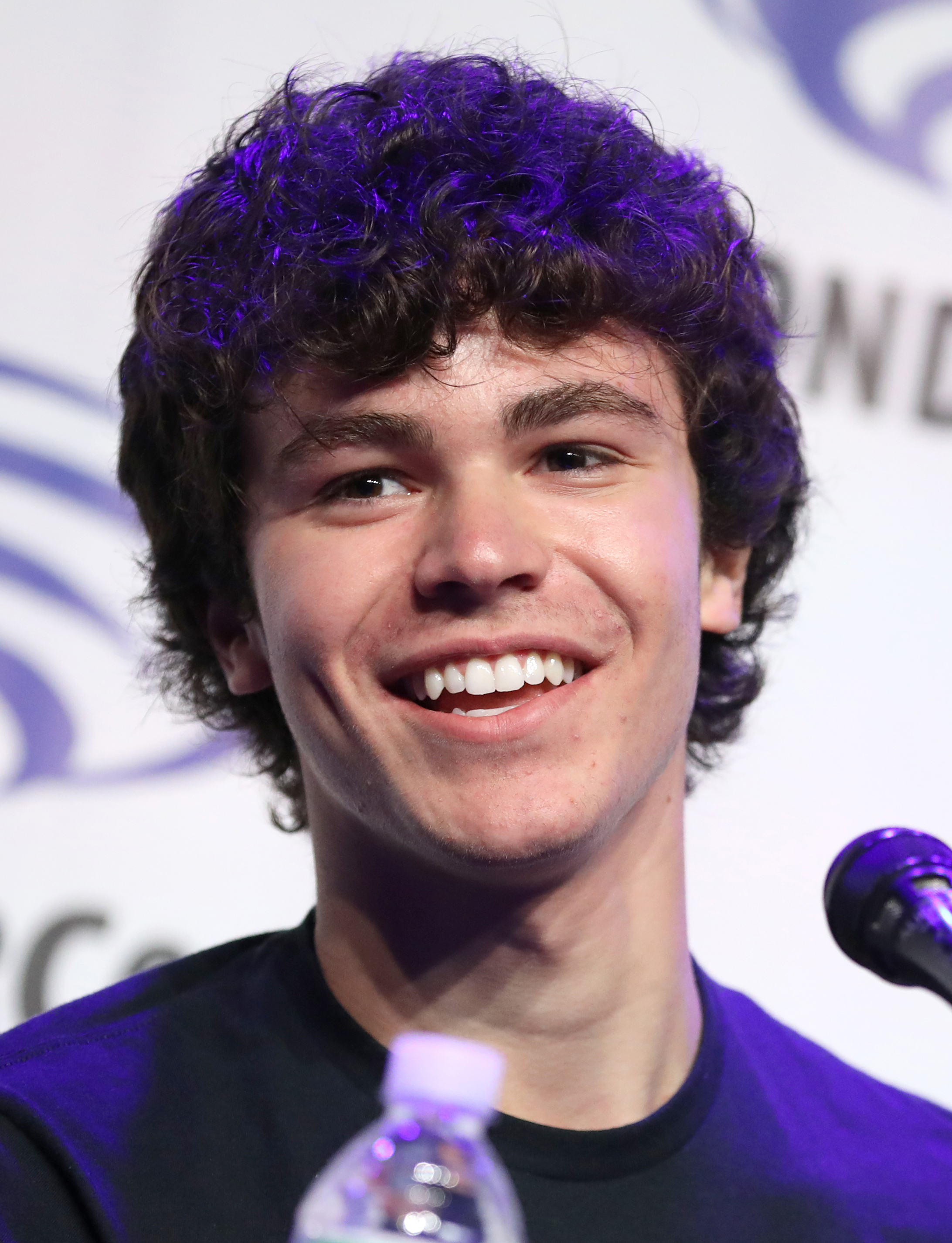
Zackary Arthur interprète Jake.
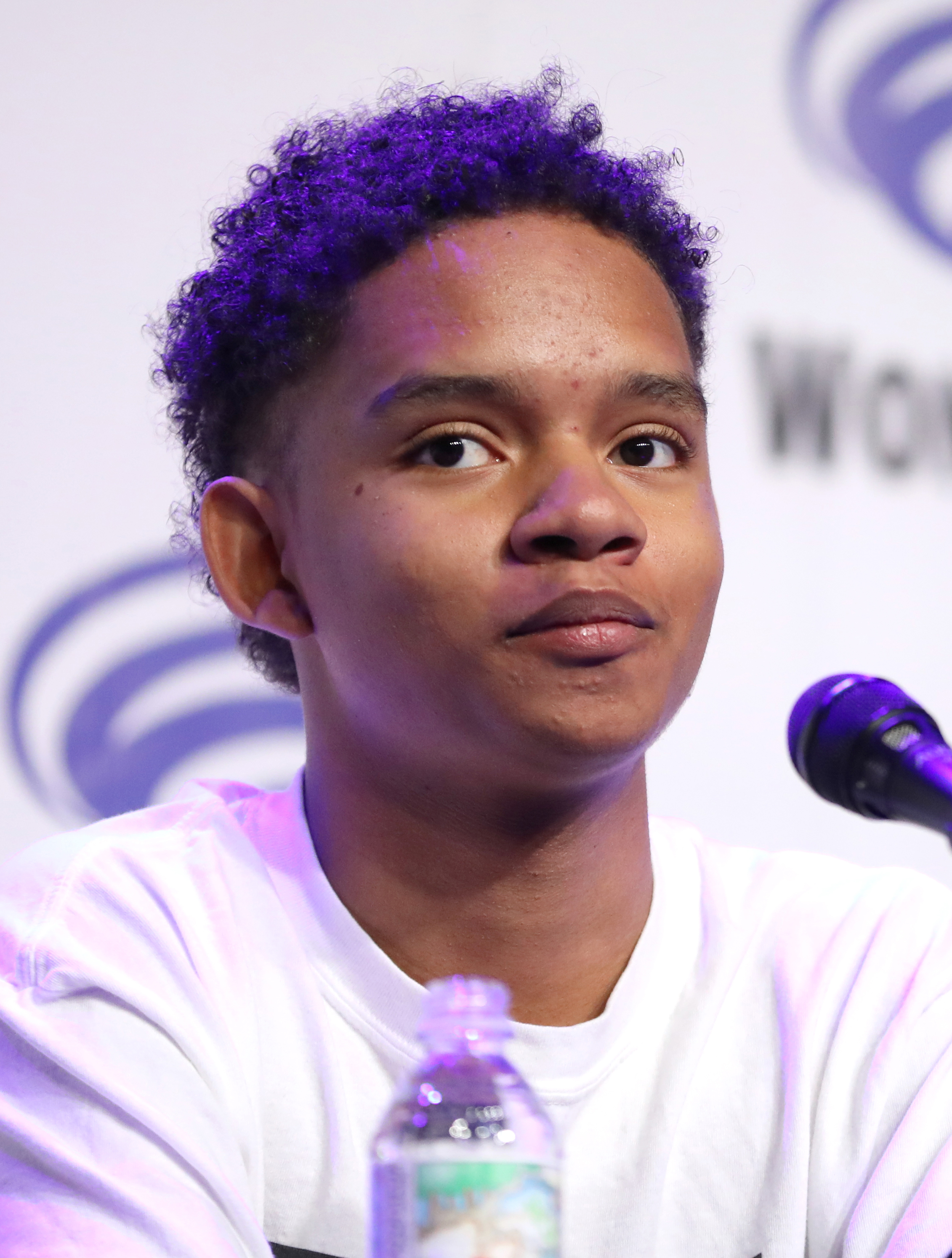
Björgvin Arnarson interprète Devon.
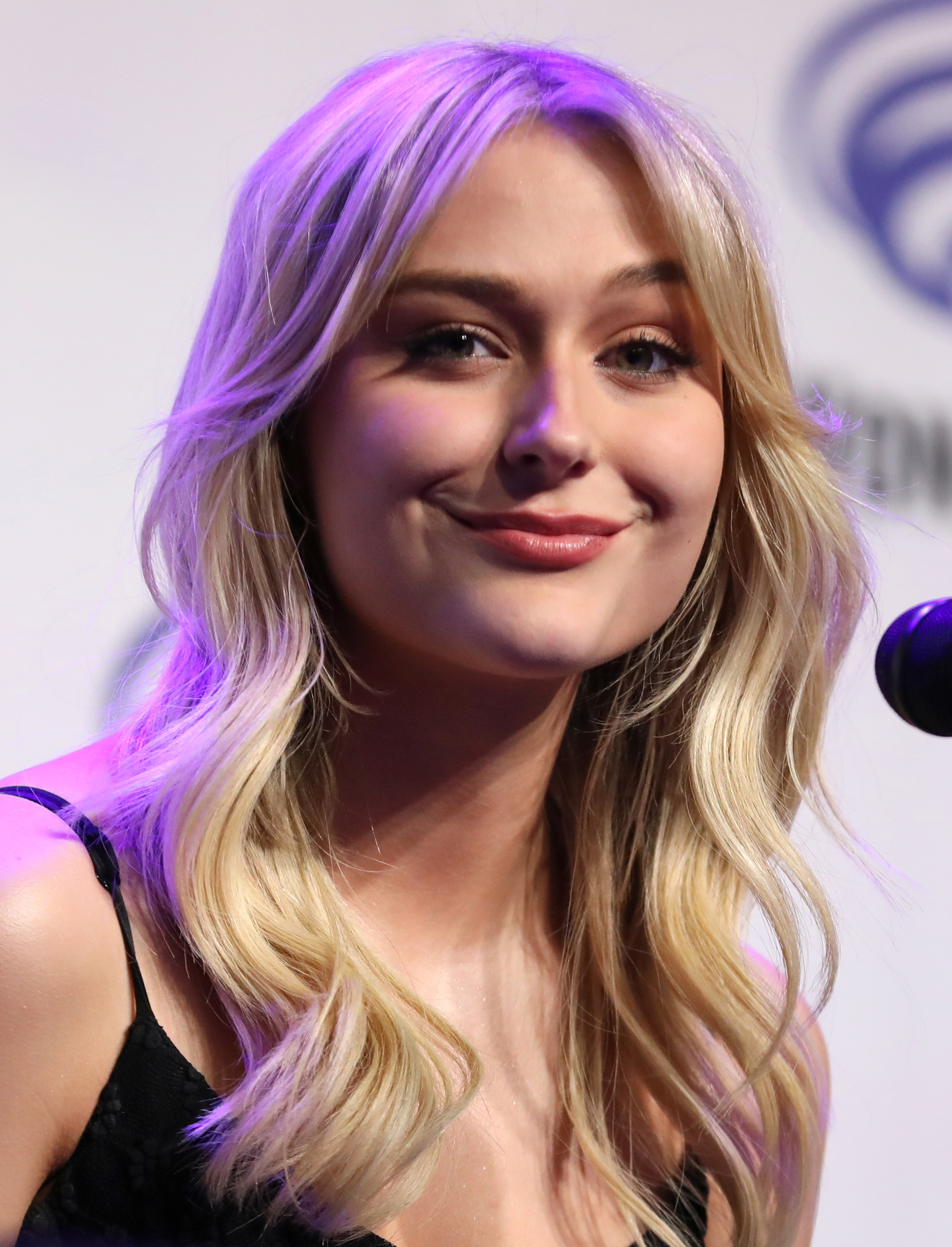
Alyvia Alyn Lind interprète Lexy.
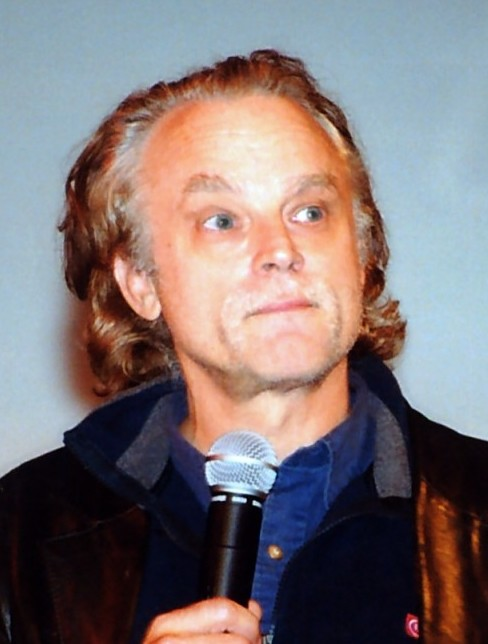
Brad Dourif est la voix de Chucky.
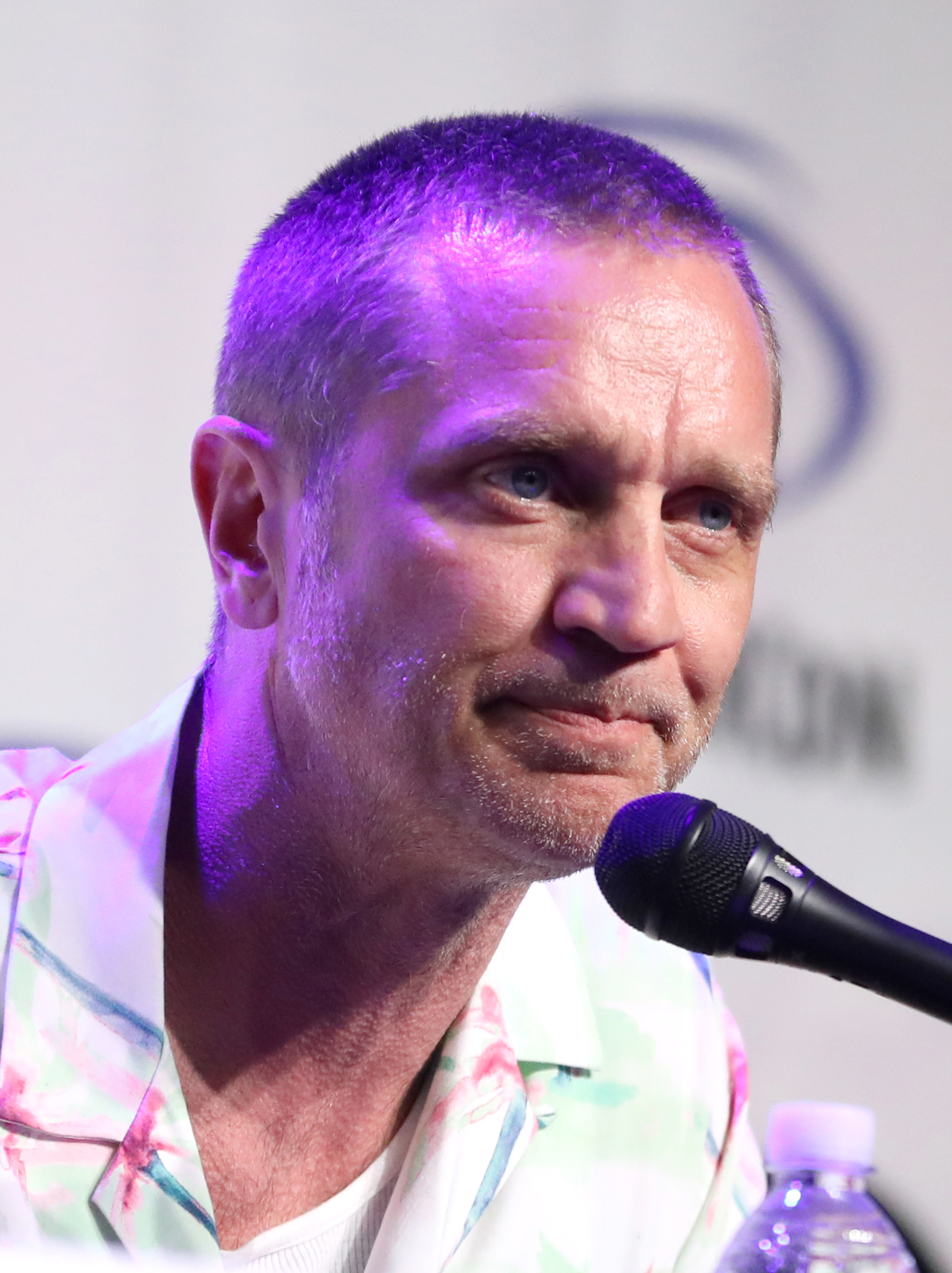
Devon Sawa interprète plusieurs personnages selon la saison.

### Acteurs récurrents
- Jennifer Tilly (VF : Nathalie Homs) : 
  - Tiffany Valentine
  - elle-même dans la poupée (voix - saison 2)
- Fiona Dourif : 
  - Nica Pierce (VF : Olivia Luccioni)
  - Charles Lee Ray humain (VF : William Coryn) (saison 1)
- Carina London Battrick (VF : Juliette Davis) : Caroline Cross
- Annie Briggs (VF : Véronique Desmadryl) : Mlle Fairchild
- Alex Vincent (VF : Alexandre Gillet) : Andy Barclay (saisons 1 et 2 - invité saison 3)
- Christine Elise (VF : Juliette Degenne) : Kyle Simpson (saisons 1 et 2)
- Rosemary Dunsmore (VF : Monique Nevers) : Dr Mixter (saisons 1 et 2)
- Michael Therriault (VF : Arnaud Bedouët) : 
  - Nathan Cross (saison 1)
  - Spence (saison 3)
- Barbara Alyn Woods (VF : Laurence Dourlens) : Michelle Cross (saison 1 - invitée saison 2)
- David Kohlsmith : Charles Lee Ray à 7 ans (saison 1 - invité saison 2)
- Tyler Barish : Charles Lee Ray à 14 ans (saison 1 - invité saison 2)
- Rachelle Casseus (VF : Corinne Wellong) : l'inspecteur Kim Evans (saison 1)
- Travis Milne (VF : Julien Sibre) : l'inspecteur Sean Peyton (saison 1)
- Jana Peck (VF : Sandrine Moaligou) : la principale McVey (saison 1)
- Lexa Doig (VF : Sandra Valentin) : Bree Wheeler (saison 1)
- Blaise Crocker (VF : Nathalie Homs) : Tiffany Valentine jeune (saison 1)
- Lara Jean Chorostecki (VF : Léovanie Raud) : 
  - Sœur Ruth (saison 2)
  - Charlotte Collins (saison 3)
- Bella Higginbotham (VF : Jaynelia Coadou) : Nadine (saison 2)
- Andrea Carter (VF : Déborah Claude) : Sœur Catherine (saison 2)
- Lachlan Watson (VF : Alice Orsat) : Glen Tilly / Glenda Tilly (saison 2)
- Jackson Kelly : Grant Collins (saison 3)
- Callum Vinson : Henry Collins (saison 3)
- Ayesha Mansur Gonsalves : Melanie Spiegel (saison 3)
- Gil Bellows : Warren Pryce (saison 3)

### Invités spéciaux
- Gina Gershon (VF : Marjorie Frantz) : elle-même (saison 2, épisode 4)
- Joe Pantoliano (VF : Marc Saez) : lui-même (saison 2, épisode 4)
- Sutton Stracke (VF : Anne Deleuze) : elle-même (saison 2, épisode 4)
- Liv Morgan : elle-même (saison 2, épisode 4)
- Meg Tilly (VF : Clara Borras) : elle-même (saison 2, épisodes 4 et 5)
- Billy Boyd : G.G. Valentine (voix - saison 2, épisode 8)
- Kenan Thompson : le chauffeur de taxi (saison 3, épisode 3)
- Sarah Sherman (en) : Annie Gilpin (saison 3, épisode 4)
- Nia Vardalos : Evelyn Elliot (saison 3, épisode 4)
- John Waters : Wendell Wilkins, le fabricant de poupées Brave Gars et Wedding Belle (saison 3, épisode 8)
Version française
  - Société de doublage : Audi'Art Dub
  - Direction artistique : Marie-Eugénie Maréchal et Vanina Pradier
  - Adaptation des dialogues : Michel Berdah

## Production

### Développement
Le projet a débuté en janvier 2019, et un an plus tard, la série a été commandée par Syfy sans passer par l'épisode pilote. En juillet, Brad Dourif reprend son rôle de la voix de Chucky.
En mars 2021, la production révèle six noms d'acteurs/trices : Jennifer Tilly, Devon Sawa, Zackary Arthur, Teo Briones, Alyvia Alyn Lind et Björgvin Arnarson, ainsi que le retour de Fiona Dourif, puis Barbara Alyn Woods début avril.
Le tournage de la première saison a débuté le 29 mars 2021 et s'est achevé le 11 août 2021. La première saison est diffusée le 12 octobre 2021, sur Syfy et USA Network.
Le 29 novembre 2021, la série est renouvelée pour une deuxième saison, prévue pour 2022.
Le 1er avril 2022, la première saison de Chucky arrive sur Salto.
Le 20 avril 2022, Don Mancini annonce via un post sur son compte Instagram que le tournage de la deuxième saison a débuté, et s'est achevé le 28 août 2022.
Le 28 juin 2022, Lachlan Watson est annoncé pour interpréter les personnages de Glen et Glenda, absents à l'écran depuis Le Fils de Chucky, sorti en 2004.
La deuxième saison est diffusée sur Syfy et USA Network à partir du 5 octobre 2022, et en US+24 à partir du 6 octobre 2022 sur Salto.
Le 15 janvier 2023, la série est renouvelée pour une troisième saison, prévue pour le mois d'octobre de la même année.
Le tournage de la troisième saison a débuté le 27 avril 2023 et devait s'achever le 28 août. Cependant, le 13 juillet 2023, une grève des scénaristes a lieu, impactant le tournage et forçant les producteurs à diviser la troisième saison en deux parties.
La troisième saison est diffusée sur Syfy et USA Network à partir du 4 octobre 2023, et le lendemain sur Peacock, pour la première partie.
Le 15 décembre 2023, il est annoncé que John Waters interprétera le personnage de Wendell Wilkins, créateur des poupées Brave Gars, dans la deuxième partie de la troisième saison[réf. nécessaire].
La grève des scénaristes ayant pris fin le 24 septembre 2023, ainsi que la grève des acteurs/trices ayant pris fin le 9 novembre, le tournage de la deuxième partie de la troisième saison a débuté le 27 novembre et s'est achevé le 22 décembre.
La deuxième partie de la troisième saison est diffusée sur Syfy et USA Network à partir du 10 avril 2024, et sept jours plus tard sur Peacock.
Dans une interview, Don Mancini a déclaré avoir des idées pour une quatrième saison, et développe en parallèle un nouveau film Chucky. Dans un récent post Instagram, une photographie où il est en compagnie de Carina London Battrick, l'actrice interprétant Caroline Cross, il confirme qu'il a des plans pour son personnage s'il y a une quatrième saison.
Le 27 septembre 2024, la série est annulée.

### Fiche technique
- Titre original et français : Chucky
- Création : Don Mancini
- Réalisation : Don Mancini, Samir Rehem, Dermott Downs et Leslie Libman
- Scénario : Don Mancini, Kim Garland, Sarah Acosta, Nick Zigler, Harley Peyton, Rachael Paradis et Mallory Westfall
- Direction artistique : Dennis Davenport
- Décors : C. Summer Holmes et Matt Wladyka
- Costumes : Melissa Bessey
- Photographie : Colin Hoult
- Casting : Bonnie Zane
- Musique : Joseph LoDuca
- Production : Don Mancini, David Kirschner, Harley Peyton, Alex Hedlund et Nick Antosca
- Sociétés de production : Universal Content Productions, David Kirschner Productions et Eat the Cat
- Sociétés de distribution : Syfy et USA Network
- Pays d'origine :  États-Unis
- Langue originale : anglais
- Format : couleur
- Genre : horreur, fantastique
- Durée : 42–55 minutes
- Interdit aux moins de 12 ans

 Sauf indication contraire, les informations mentionnées dans cette section peuvent être confirmées par la base de données cinématographiques IMDb,  présente dans la section « Liens externes ».

## Épisodes
| Saisons | Saisons | Nombre d'épisodes | Diffusion originale | Diffusion originale |
| Saisons | Saisons | Nombre d'épisodes | Début de saison     | Fin de saison       |
| ------- | ------- | ----------------- | ------------------- | ------------------- |
|         | 1       | 8                 | 12 octobre 2021     | 30 novembre 2021    |
|         | 2       | 8                 | 5 octobre 2022      | 23 novembre 2022    |
|         | 3       | 8                 | 4 octobre 2023      | 1er mai 2024        |

### Première saison (2021)
Composée de huit épisodes, elle est diffusée entre le 12 octobre et le 30 novembre 2021.
1. Mort accidentelle (Death by Misadventure)
2. Des bonbons et un sort (Give Me Something Good to Eat)
3. J'aime bien qu'on me dorlote (I Like to Be Hugged)
4. Laisse-la tomber (Just Let Go)
5. À mensonge, mensonge et demi (Little Little Lies)
6. Les Corps à vif (Cape Queer)
7. Deux de perdues, un à retrouver (Twice the Grieving, Double the Loss)
8. Elle et lui et lui et lui… (An Affair to Dismember)

### Deuxième saison (2022)
Composée de huit épisodes, elle est diffusée entre le 5 octobre et le 23 novembre 2022.
1. Halloween 2 (Halloween II)
2. Les Pêcheurs sont bien plus drôles (The Sinners Are Much More Fun)
3. Je vous salue, Marie ! (Hail, Mary!)
4. Mort par déni (Death on Denial)
5. Chucky contre Chucky (Doll on Doll)
6. Alléluia, il est ressuscité ! (He Is Risen Indeed)
7. Réunion à la Chapelle (Goin' to the Chapel)
8. Sacré Chucky ! (Chucky Actually)

### Troisième saison (2023-2024)
Composée de huit épisodes, cette saison a été séparée en deux parties de quatre épisodes à la suite de l'arrêt du tournage causée par la grève SAG-AFTRA de 2023. La première partie est diffusée entre le 4 octobre et le 25 octobre 2023. La deuxième partie est diffusée entre le 10 avril et le 1er mai 2024.
Partie 1
1. Murder at 1600
2. Let the Right One In
3. Jennifer's Body
4. Dressed to Kill

Partie 2
1. Death Becomes Her
2. Panic Room
3. There Will Be Blood
4. Final Destination

## Édition en vidéo
La saison 1 est sortie le 12 avril 2022 en DVD et Blu-ray aux États-Unis.
La saison 1 sort exclusivement et uniquement en DVD le 19 octobre 2022, et est éditée et distribuée par Universal Pictures France.
Les bonus du DVD et du Blu-ray américain comprennent trois scènes coupées inédites, et un making-of intitulé L'Héritage de Chucky.
Une édition collector de la saison 1 en Blu-ray, nommée Good Guys Edition I, comprend : un livret relatant l'histoire ainsi que la description des différents personnages de la série et des photos de scènes des différents épisodes (Chucky et Caroline, Jake et Chucky, etc.), le tout étant présenté dans un coffret avec un effet lenticulaire.
Contrairement à l'édition DVD et Blu-ray américaine, l'édition française du DVD ne comprend aucun bonus et l'édition Blu-ray française de la saison 1, ainsi que celle du coffret collector, est inexistante.
La saison 2 est sortie en DVD et Blu-ray le 28 mars 2023 aux États-Unis. Comme pour la saison 1, une édition collector de la saison 2, nommée Good Guys Edition II, est sortie en Blu-ray et comprend : un livret relatant l'histoire ainsi que la description des nouveaux personnages de cette deuxième saison (Nadine, Trevor, Glen et Glenda, Père Bryce, Sutton, Gina et Joe, le personnel du Seigneur Incarné et les différents Chuckys), et des photos de scènes des différents épisodes. Les bonus du DVD et du Blu-ray américain comprennent uniquement trois scènes coupées.
La saison 2 sort exclusivement et uniquement en DVD le 8 mai 2024, éditée par Universal Pictures France et distribuée par Esc, avec en bonus trois scènes coupées.
La saison 3 est sortie le 26 août 2024 en DVD et Blu-ray aux États-Unis ainsi qu'en coffret Good Guys Edition III, avec en bonus des scènes coupées et des goodies.
Un coffret regroupant les deux premières saisons de Chucky est sorti le 2 octobre 2024.
La version française de la saison 3 n'a pas encore été diffusée à la télévision ni commercialisée en DVD. Selon des informations rapportées par la Directrice Artistique du doublage, la version française de la saison 3 serait toutefois en cours de préparation et pourrait être disponible prochainement.